# Charitopes
Charitopes is een geslacht van insecten uit de orde vliesvleugeligen (Hymenoptera) en de familie Ichneumonidae.

## Soorten
- C. albilabris Townes, 1983
- C. andinus Townes, 1983
- C. areolaris (Thomson, 1884)
- C. australis Townes, 1983
- C. brevis Townes, 1983
- C. carri (Roman, 1923)
- C. clausus (Thomson, 1888)
- C. columbiae (Viereck, 1910)
- C. collaris Townes, 1983
- C. densus Townes, 1983
- C. gastricus (Holmgren, 1868)
- C. granulosus Townes, 1983
- C. hesperus Townes, 1983
- C. leucobasis Townes, 1983
- C. mellicornis (Ashmead, 1890)
- C. minor Townes, 1983
- C. pallicoxator (Aubert, 1966)
- C. piceiventris (Harrington, 1894)
- C. pilatus Townes, 1983
- C. rhodesiae Townes, 1983
- C. rugatus Townes, 1983
- C. sparsus Townes, 1983
- C. spilurus Townes, 1983
- C. striatus Townes, 1983
- C. vividus Townes, 1983
- C. wesmaeliicida (Roman, 1934)